# 吉田拓郎ベスト60
『吉田拓郎ベスト60』（よしだたくろうベスト60）は、吉田拓郎のベスト・アルバム。1985年11月21日にフォーライフから発売された。

## 解説
フォーライフからリリースされたベスト・アルバムとしては、1981年に発売された『ONLY YOU 〜since coming For Life〜』以来4年ぶりとなった。
アルバム初収録となるシングル曲は、1981年にリリースされた「サマータイムブルースが聴こえる」と1982年にリリースされた「唇をかみしめて」の2曲で、「唇をかみしめて」は、映画『刑事物語』で使用された別テイクであり、このアルバムでしか収録されていない。

## 収録曲
- 全作詞・作曲：吉田拓郎（特記以外）

### Disc-1
1. 明日に向って走れ
編曲：松任谷正隆
  - シングル曲。アルバム『明日に向って走れ』より。
2. となりの町のお嬢さん
編曲：松任谷正隆
  - シングル曲。オリジナルアルバム未収録。
3. どうしてこんなに悲しいんだろう
編曲：松任谷正隆[注 1]
  - アルバム『明日に向って走れ』より。アルバム『人間なんて』に収録されている楽曲のリメイク・バージョン。
4. 悲しいのは
作詞：岡本おさみ、編曲：松任谷正隆
  - アルバム『明日に向って走れ』より。
5. たえこMY LOVE
編曲：石川鷹彦
  - シングル曲。オリジナルアルバム未収録。
6. いつか街で会ったなら
作詞：喜多条忠、編曲：吉田拓郎[注 1]
  - アルバム『ぷらいべえと』より。1975年、中村雅俊への提供曲。
7. ああ青春
編曲：吉田拓郎[注 1]
  - アルバム『ぷらいべえと』より。1975年、トランザムへの提供曲。
8. カンパリソーダとフライドポテト
編曲：鈴木茂
  - シングル曲。アルバム『大いなる人』より。
9. 舞姫
作詞：松本隆、編曲：松任谷正隆[注 1]
  - シングル曲。オリジナルアルバム未収録。
10. ローリング30
作詞：松本隆
  - アルバム『ローリング30』より。
11. 爪
作詞：松本隆
  - アルバム『ローリング30』より。
12. 狼のブルース
作詞：松本隆
  - アルバム『ローリング30』より。
13. 冷たい雨が降っている
作詞：松本隆、編曲：松任谷正隆
  - アルバム『ローリング30』より。
14. 言葉
作詞：松本隆
  - アルバム『ローリング30』より。
15. 知識
  - アルバム『今はまだ人生を語らず』より。このアルバムには、1979年に発売されたライブアルバム『TAKURO TOUR 1979』バージョンで収録されている。
16. されど私の人生
作詞・作曲：斉藤哲夫[注 2]
  - ライブ・アルバム『よしだたくろう オン・ステージ ともだち』より。このアルバムには、1979年に発売されたライブアルバム『TAKURO TOUR 1979』バージョンで収録されている。
17. ひらひら
作詞：岡本おさみ
  - ライブ・アルバム『よしだたくろう LIVE '73』より。このアルバムには、1979年に発売されたライブアルバム『TAKURO TOUR 1979』バージョンで収録されている。

### Disc-2
1. ペニーレインでバーボン
  - アルバム『今はまだ人生を語らず』より。このアルバムには、1979年に発売されたライブアルバム『TAKURO TOUR 1979』バージョンで収録されている。
2. まにあうかもしれない
作詞：岡本おさみ
  - アルバム『元気です。』より。このアルバムには、1979年に発売されたライブアルバム『TAKURO TOUR 1979』バージョンで収録されている。
3. 人生を語らず
  - アルバム『今はまだ人生を語らず』より。このアルバムには、1979年に発売されたライブアルバム『TAKURO TOUR 1979』バージョンで収録されている。
4. イメージの詩
  - シングル曲。アルバム『青春の詩』より。このアルバムには、1979年に発売されたライブアルバム『TAKURO TOUR 1979』バージョンで収録されている。
5. 祭りのあと
作詞：岡本おさみ
  - アルバム『元気です。』より。このアルバムには、1979年に発売されたライブアルバム『TAKURO TOUR 1979』バージョンで収録されている。
6. 外は白い雪の夜
作詞：松本隆
  - アルバム『ローリング30』より。このアルバムには、1979年に発売されたライブアルバム『TAKURO TOUR 1979』バージョンで収録されている。
7. 僕の唄はサヨナラだけ
  - アルバム『今はまだ人生を語らず』より。このアルバムには、1979年に発売されたライブアルバム『TAKURO TOUR 1979』バージョンで収録されている。
8. 落陽
作詞：岡本おさみ
  - ライブ・アルバム『よしだたくろう LIVE '73』より。このアルバムには、1979年に発売されたライブアルバム『TAKURO TOUR 1979 Vol.2 落陽』バージョンで収録されている。
9. 君去りし後
作詞：岡本おさみ
  - ライブ・アルバム『よしだたくろう LIVE '73』より。このアルバムには、1979年に発売されたライブアルバム『TAKURO TOUR 1979 Vol.2 落陽』バージョンで収録されている。
10. 旅の宿
作詞：岡本おさみ
  - シングル曲。アルバム『元気です。』より。アルバム『TAKURO TOUR 1979 Vol.2 落陽』に収録されているライヴ・バージョンが収録されている。
11. 流星
編曲：鈴木茂
  - シングル曲。オリジナルアルバム未収録。
12. 春を待つ手紙
編曲：吉田拓郎
  - シングル曲。オリジナルアルバム未収録。
13. いつか夜の雨が
作詞：岡本おさみ、編曲：Booker T. Jones
  - シングル曲。アルバム『Shangri-La』より。
14. 又逢おうぜ あばよ
作詞：岡本おさみ、編曲：Booker T. Jones
  - アルバム『Shangri-La』より。

### Disc-3
1. 青春の詩
  - シングル曲。アルバム『青春の詩』より。
2. 今日までそして明日から
  - シングル曲。アルバム『青春の詩』より。
3. マークII
  - シングル「イメージの詩」のB面。ライブ・アルバム『よしだたくろう オン・ステージ ともだち』より。
4. 夏休み
  - ライブ・アルバム『よしだたくろう オン・ステージ ともだち』より。
5. 人間なんて
  - アルバム『人間なんて』より。
6. 結婚しようよ
編曲：加藤和彦[注 1]
  - シングル曲。アルバム『人間なんて』より。
7. ある雨の日の情景
作詞：伊庭啓子、補作詞・編曲：吉田拓郎
  - シングル「結婚しようよ」のB面。アルバム『人間なんて』より。
8. いつも見ていたヒロシマ
作詞：岡本おさみ、編曲：青山徹
  - アルバム『アジアの片隅で』より。
9. アジアの片隅で
作詞：岡本おさみ、編曲：松任谷正隆
  - アルバム『アジアの片隅で』より。
10. 二十才のワルツ
編曲：青山徹・大村雅朗
  - シングル「サマーピープル」のB面。アルバム『アジアの片隅で』より。
11. 元気です
編曲：青山徹・大村雅朗
  - シングル曲。アルバム『アジアの片隅で』より。
12. サマーピープル
作詞：岡本おさみ、編曲：松任谷正隆
  - シングル曲。オリジナルアルバム未収録。
13. あの娘といい気分
編曲：松任谷正隆
  - シングル曲。アルバム『Shangri-La』より。このアルバムには、1981年に発売されたベストアルバム『ONLY YOU 〜since coming For Life〜』バージョンで収録されている。
14. 春を呼べII
編曲：吉田拓郎
  - アルバム『無人島で…。』より。
15. ファミリー
編曲：松任谷正隆
  - アルバム『無人島で…。』より。

### Disc-4
1. サマータイムブルースが聴こえる
作詞：松本隆、編曲：松任谷正隆
  - シングル曲。オリジナルアルバム未収録。
2. Y
編曲：松任谷正隆
  - シングル「サマータイムブルースが聴こえる」のB面。アルバム『無人島で…。』より。
3. 唇をかみしめて
編曲：広島二人組
  - シングル曲。オリジナルアルバム未収録。映画『刑事物語』で使用された別テイクで収録されている。
4. 王様達のハイキング
  - ライブ・アルバム『王様達のハイキング IN BUDOKAN』より。
5. この指とまれ
  - アルバム『無人島で…。』より。このアルバムには、1982年に発売されたライブアルバム『王様達のハイキング IN BUDOKAN』バージョンで収録されている。
6. 今夜も君をこの胸に
編曲：吉田拓郎
  - アルバム『マラソン』より。
7. マラソン
編曲：吉田拓郎
  - アルバム『マラソン』より。
8. I'm In Love
編曲：吉田拓郎
  - シングル曲。アルバム『情熱』より。
9. 情熱
編曲：吉田拓郎
  - アルバム『情熱』より。
10. ペニーレインへは行かない
編曲：吉田拓郎
  - シングル「旧友再会フォーエバーヤング」のB面。アルバム『FOREVER YOUNG』より。
11. 大阪行きは何番ホーム
編曲：吉田拓郎
  - アルバム『FOREVER YOUNG』より。
12. 7月26日未明
編曲：吉田拓郎
  - アルバム『FOREVER YOUNG』より。
13. 誕生日
編曲：瀬尾一三
アルバム『俺が愛した馬鹿』より。
14. 俺が愛した馬鹿
編曲：瀬尾一三
アルバム『俺が愛した馬鹿』より。